# 谭义存
谭义存（1935年—2025年5月6日），上海滑稽戲笑星，评弹、独脚戏演員。中國农工民主党黨員。
谭义存原本是上海市浦光中学的政治老師，1980年代在參加業餘評彈活動時被上海滑稽剧团看中，後來參與滑稽戲演出，曾出演《新老娘舅》、《开心公寓》、《七彩哈哈镜》、《红茶坊》等海派喜劇。